# ستوبل
ستوبل بلغاری: Stubel) یک منطقهٔ مسکونی در بلغارستان است که در شهرستان مونتانا واقع شده‌است.
 ستوبل ۳۸٫۳۴۷ کیلومتر مربع مساحت و ۶۰۷ نفر جمعیت دارد و ۲۵۹ متر بالاتر از سطح دریا واقع شده‌است.